# Le Masque de l'araignée
Série
Le Collectionneur
(1997) Alex Cross
(2012)
Pour plus de détails, voir Fiche technique et Distribution.
Le Masque de l'araignée (Along Came a Spider) est un thriller américano-germano-canadien réalisé par Lee Tamahori, sorti en 2001. Il s’agit de l'adaptation du roman du même nom de James Patterson (1993) et du second film dans lequel Morgan Freeman interprète Alex Cross, après Le Collectionneur (1997).

## Synopsis
Après la mort de sa coéquipière Tracie à l'issue d'une traque mouvementée, le profileur Alex Cross se met en congé, ressassant sa culpabilité depuis huit mois. C'est alors qu'un criminel particulièrement intelligent, Gary Soneji, enlève Megan Rose, la fille du sénateur Hank Rose, dans un pensionnat privé fréquenté par des élèves issus de familles de la haute société et par conséquent hautement protégé. Le ravisseur contacte Cross et l'oblige à reprendre du service malgré lui en lui faisant parvenir des preuves de son crime. Accompagné par Jezzie Flannigan, l'agent spécial chargé de la protection de la fillette depuis trois ans, Cross débute l'enquête.

## Fiche technique
- Titre original : Along Came a Spider
- Titre français : Le Masque de l'araignée
- Réalisation : Lee Tamahori
- Scénario : Marc Moss (en), d'après le roman du même nom de James Patterson paru en 1993
- Décors : Ida Random (en), Elizabeth Wilcox
- Costumes : Sanja Milkovic Hays
- Photographie : Matthew F. Leonetti
- Montage : Nicolas De Toth et Neil Travis
- Musique : Jerry Goldsmith
- Production : David Brown et Joe Wizan (en)
  - Production exécutive : Morgan Freeman et Marty Hornstein (en)
- Sociétés de production : David Brown Productions ; Paramount Pictures (coproduction)
- Sociétés de distribution : Paramount Pictures, UIP
- Pays d'origine :  États-Unis,  Allemagne,  Canada
- Budget : 60 000 000 $US
- Box office mondiale : 105 178 561 $US
- Langue originale : anglais
- Format : couleur (Deluxe) - Son : DTS, Dolby Digital - 35 mm - 2,35:1
- Genre: thriller
- Durée : 100 minutes
- Dates de sortie[1] :
  - États-Unis : 2 avril 2001 (première mondiale) ; 6 avril 2001 (sortie nationale)
  - Belgique, France : 9 mai 2001

## Distribution
- Morgan Freeman (VF : Benoît Allemane) : Alex Cross
- Monica Potter (VF : Virginie Méry) : Jezzie Flannigan
- Michael Wincott (VF : Gabriel Le Doze) : Gary Soneji
- Dylan Baker (VF : Pierre Tessier) : Ollie McArthur
- Mika Boorem : Megan Rose
- Anton Yelchin : Dimitri Starodubov
- Kimberly Hawthorne (VF : Annie Milon) : l’agent Hickley
- Jay O. Sanders (VF : François Dunoyer) : l’agent Kyle Craig du FBI
- Billy Burke (VF : Franck Capillery) : Ben Devine
- Michael Moriarty (VF : Hervé Caradec) : le sénateur Hank Rose
- Penelope Ann Miller (VF : Isabelle Gardien) : Elizabeth Rose
- Anna Maria Horsford : Vickie
- Christopher Shyer (VF : Boris Rehlinger) : Jim Gelway
- Jill Teed : Tracie Fisher
- Tom McBeath : le shérif Cabell
- Ocean Hellman : Amy Masterson

 Source et légende : version française (VF) sur RS Doublage et selon le carton du doublage français sur le DVD zone 2.

## Analyse
Le scénario du film présente de notables différences par rapport à l'intrigue du roman du même nom. Le destin des Antagonistes du film, notamment, ne trouve pas le même aboutissement que celui rencontré dans le roman.